# 牛嶋裕太
牛嶋 裕太（うしじま ゆうた、1994年3月29日 - ）は、日本の俳優。福岡県出身。ドルチェスター所属。

## 出演

### 映画
- なけもしないくせに （2016年、監督：井上真行）‐清水 役
- ピンクとグレー （2016年、監督：行定勲）
- PとJK （2017年、監督：廣木隆一）‐レギュラークラスメイト 役
- 坂道のアポロン（2018年、監督：三木孝浩）- 海辺の不良 役
- となりの怪物くん（2018年、監督：月川翔) - 石田悠 役
- 日本製造/メイド・イン・ジャパン（2018年、監督：松本優作） - 不良少年 役
- 野球部に花束を（2022年、監督：飯塚健) - 木村努 役
- 宇宙人のあいつ（2023年、監督：飯塚健) - ミゲル 役

### テレビドラマ
- 瞳スーパーデラックス（2006年8月26日、福岡放送）- 猿渡誠 役
- ゆりかご（2009年12月26日、九州朝日放送）- 林樹 役
- ナポレオンの村 - 第6話（2015年9月13日、TBS）- 秘書 役
- 初恋芸人（2016年、NHK BSプレミアム）- 従業員 役
- 重版出来! - 第1話（2016年4月12日、TBS）- 新入社員 役
- ゆとりですがなにか - 第4話（2016年5月8日、日本テレビ）‐ 山岸の友人 役
- バスケも恋も、していたい（2016年9月19日 - 21日、フジテレビ）‐ バスケ部員 役
- THE LAST COP/ラストコップ - 第5,6話（2016年11月5日 - 12日、日本テレビ）‐ 小篭純平 役
- 忠臣蔵の恋〜四十八人目の忠臣〜（2016年、NHK）‐ 家臣・矢頭 役
- 突然ですが、明日結婚します（2017年1月23日 - 3月20日、フジテレビ）‐ AD 役
- 嘘なんてひとつもないの（2017年3月14日 - 21日、NHK BSプレミアム）‐ 親友 役
- 明日の約束 -  (2017年10月17日 - 12月19日、カンテレ)  - 塚本昂平 役
- コード・ブルー -もう一つの日常- 第5回 (2018年7月27日、フジテレビ) - 杉原啓太 役
- ザ・ブラックカンパニー (2018年8月20日 - 9月24日、フジテレビ) - 佐々木翔太 役
- 花のち晴れ - 第6話  (2018年5月22日、TBS) - カップル男性 役
- 探偵が早すぎる - 第3話  (2018年8月2日、読売テレビ) - 学生 役
- 部活、好きじゃなきゃダメですか？ (2018年10月22日 - 、日本テレビ) - 斎藤 役
- ドラマL「神ちゅーんず 〜鳴らせ!DTM女子〜」（2019年4月7日 - 6月9日、朝日放送テレビ) - 酒井 役
- ザ・リアリティ・ショー〜突然コマーシャルドラマ2〜（2019年4月20日（19日深夜）、フジテレビ） - カメアシ 役
- ドラマスペシャル 未解決の女 警視庁文書捜査官〜緋色のシグナル〜（2019年4月28日、テレビ朝日） - 店員 役
- シャーロック アントールドストーリーズ - 第１話（2019年10月7日、フジテレビ） - 精神科医 役
- ひねくれ女のボッチ飯 - 第２話（2021年7月2日、テレビ東京） - 鳶職人 役
- OZU 〜小津安二郎が描いた物語〜 第3話「非常線の女」（2023年11月26日、WOWOW）- 若い男 役
- JKと六法全書 第1話（2024年4月19日、テレビ朝日） - 赤城 役[1]
- さっちゃん、僕は。 第10話（2024年6月、TBS）キャッチ 役

### 配信ドラマ
- 湘南純愛組! - 第3話（2020年2月28日、Amazonプライム・ビデオ) - 不良 役
- 透明なわたしたち（2024年10月、ABEMA） - 同級生 役

### 舞台
- 二月花形歌舞伎「三国一夜譚」（2005年2月、博多座）
- 二月大歌舞伎 坂田藤十郎襲名披露「時平の七笑い」（2006年2月、博多座）
- 六月大歌舞伎 中村勘三郎襲名披露「文七元結」（2006年6月、博多座）
- 中村美律子特別公演「雲の上の青い空～中村美律子物語～」（2007年3月、博多座）
- 六月大歌舞伎「NINAGAWA 十二夜」（2007年6月、博多座）
- 「島田洋七のお笑い『佐賀のがばいばあちゃん』」（2010年5月、博多座）‐ 中学生の昭広 役
- Act.base旗揚げ公演「かこ・いま・ここから。」（2011年、ぽんプラザホール）
- こぐれ塾第5回公演「泥の子と狭い家の物語」（2017年3月22日 - 26日、木馬亭）- たっくん 役
- 劇団コマンタレブー「５人のOJISAMA」(2018年11月7日 - 11日、劇場MOMO) - 洋介 役
- 劇団papercraft「Momotaro」(2022年6月9日 - 13日、北千住BUoY) - 角田卓也 役
- ジョイントショーケース vol.1「FUNNY BUNNY 翻訳」（2023年3月29日 - 4月2日、ザムザ阿佐ヶ谷）- 漆原聡・田所修　役
- 「動物園物語」（2023年12月15日 - 17日、下北沢スターダスト）ピーター 役

### CM
- Maxwell House 缶コーヒー 草原編（2005年）
- JA宮崎経済連「『いただきます』を忘れていませんか？」（2006年）
- ハウス食品「バーモントカレー」（2006年）
- JA宮崎経済連「おいしさも がんばる！」 （2007年）
- ハウス食品「うまかっちゃん 柔道篇」（2008年）
- IKEA福岡神宮 「大宰府編」（2014年）
- JAL 企業 CF（2016年）
- リクルート 「リクナビ2019」(2018年)
- モンスターストライク「【ミッキー×モンスト】俺たちの好きがコラボする」篇（2018年）
- WEB「バンドルカード」コンビニ篇（2019年）
- DeNA「逆転オセロニア」回転寿司篇（2020年）
- スマートモバイルコミュニケーションズ「THE WiFi」(2020年)
- 日清カップヌードル シーフード「在宅海ダンス」篇（2020年）
- DeNA「逆転オセロニア」射的・ラニ篇（2020年）